# Cycadophyta
Classe
Répartition géographique
Les Cycadophytes (Cycadophyta) ou Cycadopsides (Cycadopsida) forment une division (ou une classe) de plantes vasculaires gymnospermes apparues au Permien qui compte actuellement environ 360 espèces.

## Description
Les Cycadales sont des plantes d'assez grande taille à l'aspect voisin de celui des palmiers. Les Cycadales comme les pinophytes et contrairement aux palmiers présentent une croissance secondaire en épaisseur à partir d'une assise cambiale. Cette croissance est lente.
Les structures reproductrices sont des cônes aux environs de l'apex de la plante. Les Cycadales sont dioïques ; c'est-à-dire qu'il existe des plants portant uniquement des cônes mâles et d'autres uniquement des cônes femelles.
Comme chez le ginkgo, la maturation des gamétophytes mâles (germination des grains de pollen) libère des anthérozoïdes ciliés (ou spermatozoïdes) bien que ce soit un tube pollinique qui les amène au contact de l'oosphère.
Chez les cycadophytes, les ovules sont nus - ils sont seulement portés par une écaille plane dite ovulifère.

## Classification
Ces plantes formaient traditionnellement la division Cycadophyta Bessey, 1907. Dans la classification phylogénétique APG III (2009) elles correspondent à la sous-classe Cycadidae Pax, 1894.

Liste des familles actuelles selon ITIS :

(sous-classe Cycadidae :)
- ordre Cycadales :
  - Cycadaceae Pers
  - Zamiaceae Horan.

Certaines classifications utilisent également la famille Stangeriaceae normalement intégrée à Zamiaceae. D'autres utilisent également l'ordre Zamiales.

## Phylogénie
On les classe donc dans les Gymnospermes suivant le cladogramme ci-dessous .

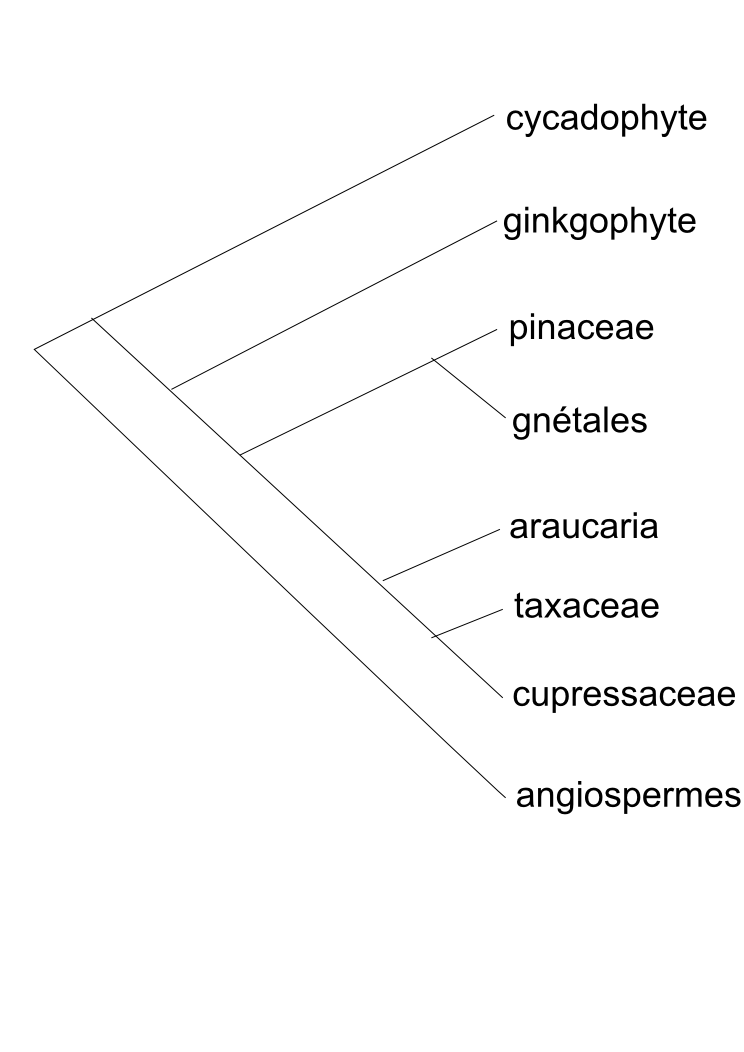
Cladogramme des spermatophytes (d'après Simpson)

## Images

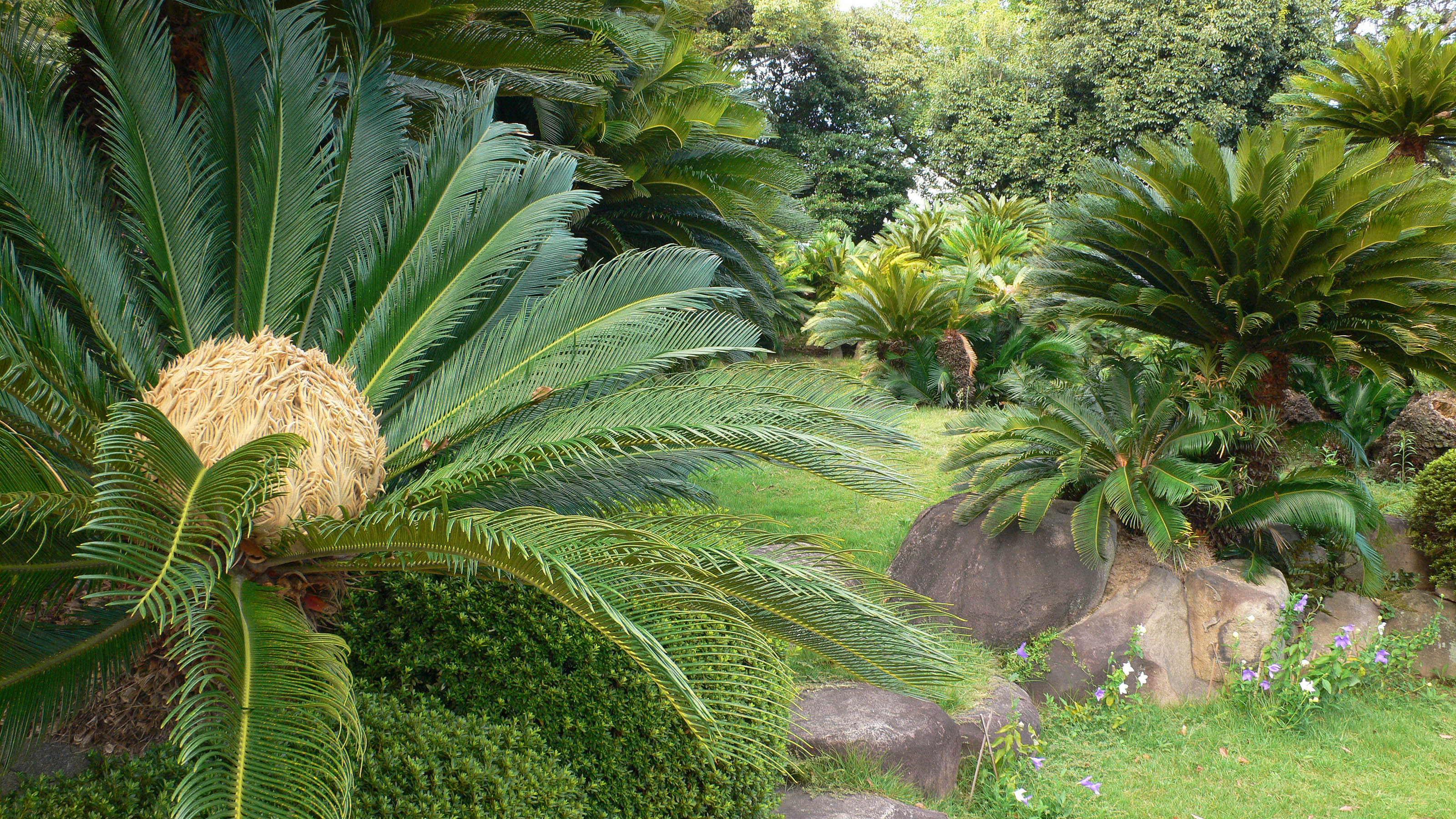
Cycadophyta à Kobe